# Tom Daschle

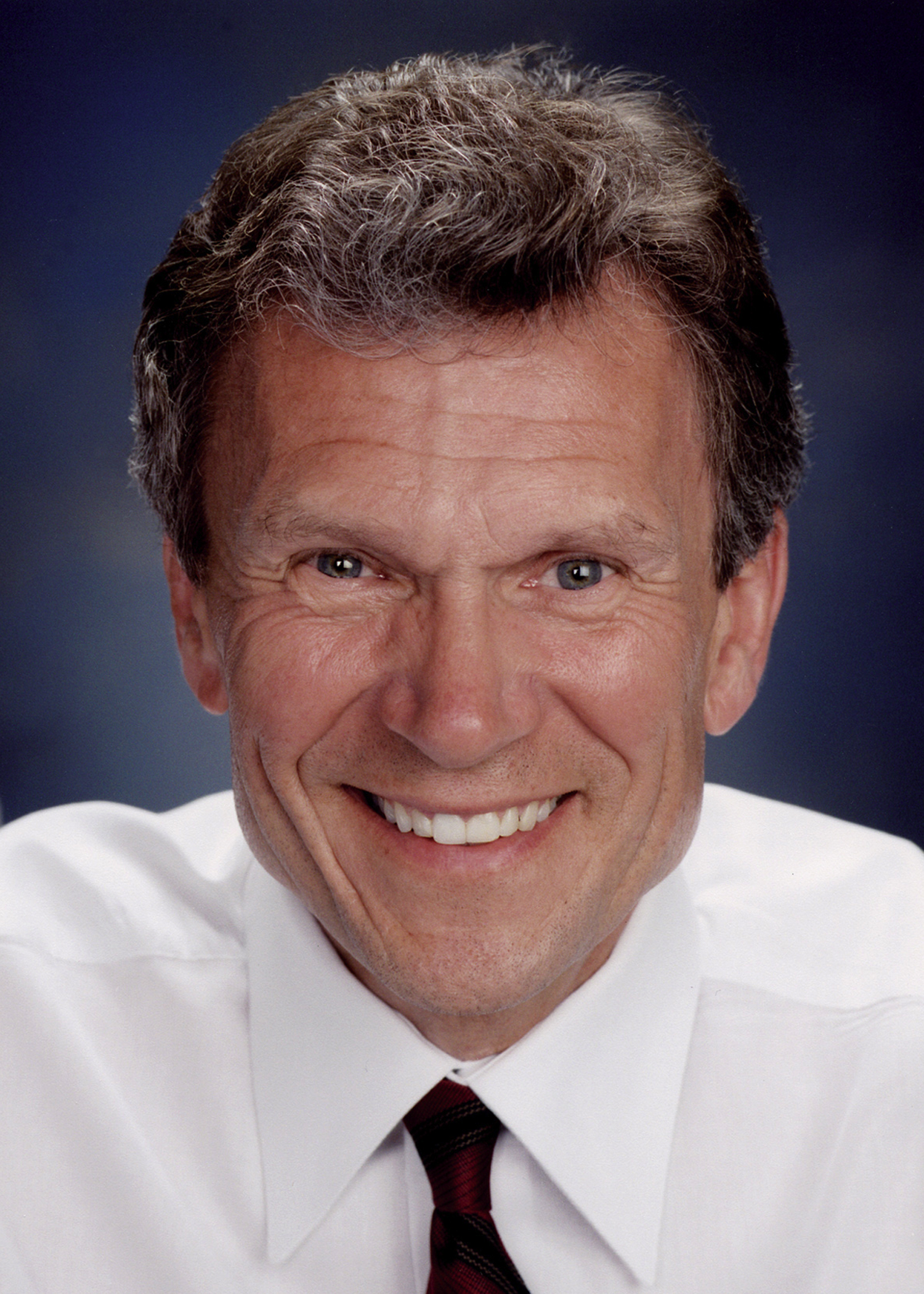
Tom Daschle

Thomas Andrew „Tom“ Daschle (* 9. Dezember 1947 in Aberdeen, South Dakota) ist ein US-amerikanischer Politiker der Demokratischen Partei.
Seine Vorfahren kamen aus dem Dorf Kleinliebental bei Odessa und waren Schwarzmeerdeutsche. Von 1979 bis 1987 war er Abgeordneter zum US-Repräsentantenhaus und vertrat von 1987 bis 2005 South Dakota als Senator im US-Senat. 2004 verlor Daschle gegen den Republikaner John Thune seine Wiederwahl.
Daschle war von 1995 bis 2005 Fraktionsvorsitzender der Demokraten im Senat, von 1995 bis 2001 sowie von 2003 bis 2005 als Minority Leader, von 2001 bis 2003 als Majority Leader.
Am 19. November 2008 wurde bekannt, dass Daschle als neuer Gesundheitsminister im Kabinett von Präsident Barack Obama vorgesehen war. Am 3. Februar 2009 zog er seine Kandidatur aufgrund von Fehlern in seiner Steuererklärung zurück.